# Vingerlas

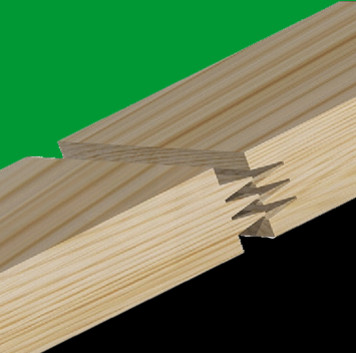
Vingerlas

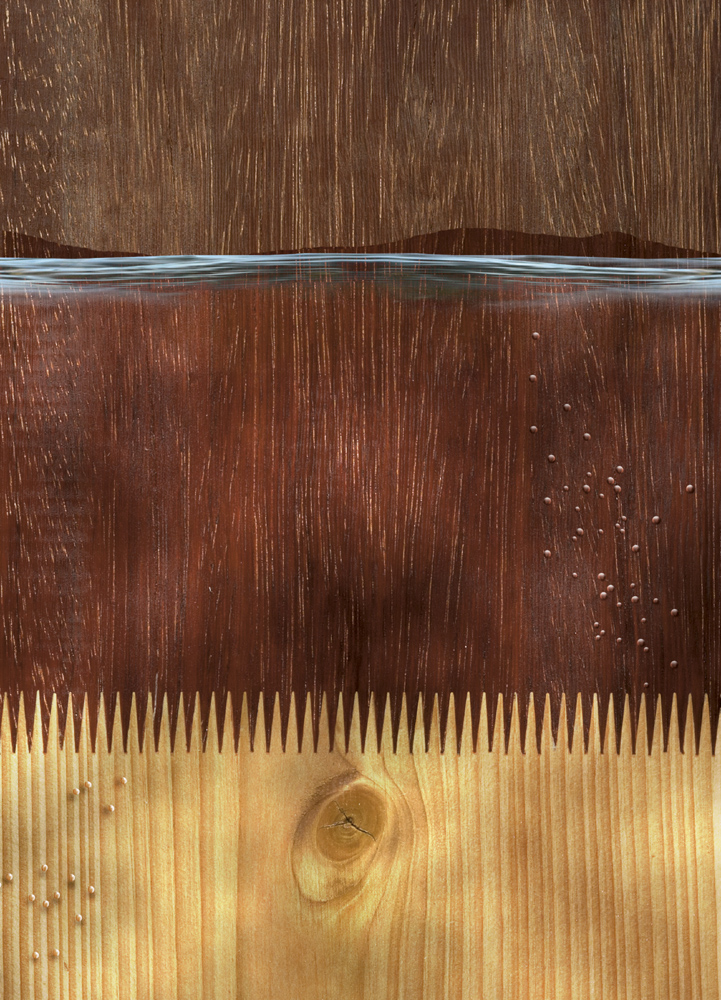
Samengesteld damwand-element van azobé en naaldhout met een vingerlas

Een vingerlas is een houtverbinding, een lengtelas, van twee stukken hout door middel van twee in elkaar passende freesfiguren in de vorm van vingers. Er wordt vrijwel altijd lijm aan de verbinding toegevoegd. Het type lijm is afhankelijk van het product. Vormen van vingerlassen zijn gespecificeerd in de DIN 68140. Met een vingerlas kunnen twee verschillende typen hout aan elkaar worden verbonden, zodat er bespaard kan worden op het meer schaarse hardhout.
Andere verbindingen, maar dan meer voor in een hoek, zijn de tand- en zwaluwstaartverbinding.